# مارتن دونيلي (لاعب كرة قدم)
مارتن دونيلي (بالإنجليزية: Martin Donnelly)‏ (28 أغسطس 1988 ببلفاست في المملكة المتحدة - ) هو لاعب كرة قدم بريطاني في مركز الوسط. شارك مع منتخب أيرلندا الشمالية تحت 17 سنة لكرة القدم ومنتخب أيرلندا الشمالية تحت 19 سنة لكرة القدم ومنتخب أيرلندا الشمالية تحت 21 سنة لكرة القدم ومنتخب أيرلندا الشمالية تحت 23 سنة لكرة القدم ومنتخب أيرلندا الشمالية لكرة القدم. أما مع النوادي، فقد لعب مع شيفيلد يونايتد ونادي روتشديل ونادي كروسيدرز ونادي كليفتونفيل.

## وصلات خارجية
- مارتن دونيلي على موقع قاعدة بيانات كرة القدم.إي يو (الإنجليزية)
- مارتن دونيلي على موقع ناشيونال فوتبول تيمز (الإنجليزية)
- مارتن دونيلي على موقع Soccerway.com (الإنجليزية)